# Georgie Henley
Georgie Henley (født 9. juli 1995 i Ilkley, Yorkshire, England) er en engelsk skuespiller.
Hun slog igennem i 2005 med filmen Narnia: Løven, heksen og garderobeskabet, hvor hun spillede Lucy Pevensie. Hun gentog rollen i efterfølgeren Narnia: Prins Caspian fra 2008 og igen i filmen Narnia: Morgenvandrerens rejse fra 2010.
Georgie Henleys forældre hedder Helen og Mike Henley. Hun har to ældre søskende, Rachel og Laura.